# Ohad Kadusi
Ohad Kadusi (hebr. ‏אוהד קדוסי‎, ur. 24 września 1985 w Petach Tikwie) – izraelski piłkarz grający na pozycji napastnika w izraelskim klubie Hapoel Kefar Szalem. 

## Kariera
Wychowanek Maccabi Petach Tikwa. W swojej karierze reprezentował również Maccabi Herclijja, Bene Sachnin, Hapoel Beer Szewa, Hapoel Petach Tikwa, Hapoel Akka, FC Lausanne-Sport, Bene Jehuda Tel Awiw, Hapoel Ironi Riszon le-Cijjon, Hapoel Hadera, Hapoel Ironi Baka el-Garbija i Hapoel Aszdod.